# Dolní Rychnov
Dolní Rychnov – wieś i gmina w Czechach, w powiecie Sokolov, w kraju karlowarskim. Według danych z dnia 1 stycznia 2013 liczyła 1 437 mieszkańców.